# 柑桔裸粉蝨
柑桔裸粉蝨（学名：Dialeurodes citri）为粉蝨科裸粉蝨屬下的一个种。其种加词“citri ”意为“柑橘的”。